# Municipio de Tribune
El municipio de Tribune (en inglés: Tribune Township) es un municipio ubicado en el condado de Greeley en el estado estadounidense de Kansas. En el año 2010 tenía una población de 1247 habitantes y una densidad poblacional de 0,62 personas por km².

## Geografía
El municipio de Tribune se encuentra ubicado en las coordenadas 38°28′50″N 101°48′22″O / 38.48056, -101.80611. Según la Oficina del Censo de los Estados Unidos, el municipio tiene una superficie total de 2016,18 km², de la cual 2016,17 km² corresponden a tierra firme y (0 %) 0 km² es agua.

## Demografía
Según el censo de 2010, había 1247 personas residiendo en el municipio de Tribune. La densidad de población era de 0,62 hab./km². De los 1247 habitantes, el municipio de Tribune estaba compuesto por el 91,66 % blancos, el 0,48 % eran afroamericanos, el 0,56 % eran amerindios, el 0,32 % eran asiáticos, el 5,53 % eran de otras razas y el 1,44 % eran de una mezcla de razas. Del total de la población el 13,71 % eran hispanos o latinos de cualquier raza.